# Dinocras megacephala
Dinocras megacephala är en bäcksländeart som först beskrevs av Klapalek 1907.  Dinocras megacephala ingår i släktet Dinocras och familjen jättebäcksländor. Inga underarter finns listade i Catalogue of Life.